# Tang Muhai
Tang Muhai (湯沐海 / 汤沐海,  Tāng Mùhǎi, * 1949 in Shanghai) ist ein chinesischer Komponist und Dirigent. Er war der erste Dirigent, der nach Chinas politischer Öffnung zu einem Musikstudium nach Europa gesandt wurde. Seit Jahrzehnten lebt Tang Muhai überwiegend in Europa.

## Leben
Geboren wurde Tang Muhai im Gründungsjahr der Volksrepublik China. Sein Vater ist der chinesische Filmpionier Tang Xiaodan, seine Mutter Wan Weije ist Filmeditorin und Schriftstellerin.
Während der Kulturrevolution diente Tang Muhai in einer Kaserne von Urumchi in der chinesischen Volksarmee. Zuerst hatte er Musikunterricht von seinen Eltern erhalten; 1972, in der letzten Phase der abebbenden Kulturrevolution, begann er mit dem Dirigier- und Kompositionsstudium am Konservatorium in Shanghai. 1979, nach dem Abschluss des Studiums in Shanghai, besuchte er erstmals Europa und belegte einen Aufbaustudiengang im Dirigieren bei Hermann Michael an der Hochschule für Musik und Theater München.
Seine internationale Karriere begann, als Herbert von Karajan ihn in der Saison 1983–1984 einlud, die Berliner Philharmoniker zu dirigieren. Diese Einladung wurde später wiederholt. 1987 übernahm Tang Muhai als Nachfolger von Claudio Scimone die Chefdirigentenstelle des Orquestra Gulbenkian in Lissabon, dessen Ruf er in zwölf Jahren mit internationalen Tourneen und Plattenproduktionen steigerte. Sein Debüt in den USA hatte er mit dem San Francisco Symphony Orchestra im Jahr 1988. Er war dann Leiter des Queensland Symphony Orchestra (QSO) in Brisbane und wurde 2005 zu dessen Ehrendirigenten ernannt. Er war in der Folge Musikdirektor der Finnischen Nationaloper und dirigierte die Königliche Philharmonie Flandern (deFilharmonie) von 1991 bis 1995. Von 2006 bis 2011 war er Dirigent und Musikdirektor des Zürcher Kammerorchesters, von 2010 bis 2015 Chefdirigent der Belgrader Philharmonie. Neben seinen vielen europäischen Verpflichtungen ist er in China Chefdirigent des Shanghai Philharmonic Orchestra, zugleich künstlerischer Leiter des Tianjin Grand Theatre und Chefdirigent des Tianjin Symphony Orchestra.
2002 wurde er für seine Einspielung von Christopher Rouses Concert de Gaudí for Guitar and Orchestra mit dem „Grammy Award for Best Classical Contemporary Composition“ ausgezeichnet.
Tang Muhai ist mit der koreanischen Konzertpianistin Ju Hee Suh verheiratet und Vater einer 2006 geborenen Tochter.